# (6380) Gardel
(6380) Gardel est un astéroïde de la ceinture principale.

## Description
(6380) Gardel est un astéroïde de la ceinture principale. Il fut découvert le 10 février 1988 à Yorii par Masaru Arai et Hiroshi Mori. Il présente une orbite caractérisée par un demi-grand axe de 2,27 UA, une excentricité de 0,14 et une inclinaison de 5,4° par rapport à l'écliptique.

## Compléments